# 20861 Lesliebeh
20861 Lesliebeh este un asteroid din centura principală, descoperit pe 1 noiembrie 2000, de LINEAR.